# Ian Heinisch
Ian Edward Heinisch (5 de agosto de 1988, Denver, Colorado, Estados Unidos) es un artista marcial mixto estadounidense que actualmente compite en la división de peso medio de Ultimate Fighting Championship. Profesional desde 2015, también ha competido para la World Series of Fighting y la Legacy Fighting Alliance, donde es el antiguo campeón interino de peso medio.

## Antecedentes
A Heinisch, natural de Colorado, le diagnosticaron TDAH cuando era joven. Sus padres le educaron en casa y le pusieron en clases de lucha libre, ya que tenía demasiada energía y no podía prestar atención en la escuela. Ganó el campeonato estatal de secundaria de Colorado y fue dos veces All-American. Llegó a luchar en el North Idaho College, pero abandonó los estudios y se trasladó a Vancouver, donde trabajó como vendedor a domicilio antes de ser deportado por trabajar ilegalmente. Al regresar a Estados Unidos, Heinisch empezó a vender pastillas de éxtasis para mantener su estilo de vida después de que sus padres perdieran su casa y se divorciaran. Fue detenido por vender 2000 pastillas de éxtasis y se dirigió a Ámsterdam para evitar una condena de cárcel tras cumplir la fianza. Acabó trabajando en un bar de España y durmiendo en la playa durante tres meses. Poco después, Heinisch empezó a traficar con drogas desde Sudamérica a España y fue sorprendido en uno de sus viajes cuando un agente de inmigración español le encontró un kilo de cocaína. Heinisch acabó en la cárcel de Canarias. Aprendió a hablar español leyendo una biblia en español con un diccionario en inglés y practicando el boxeo. Cuando terminó de cumplir su condena en España, Heinisch voló de vuelta a Nueva York, donde fue detenido al volver a entrar en Estados Unidos por huir del país en 2009. Tras terminar su condena en la isla Rikers (Estados Unidos), dio un giro a su vida y se dedicó a las artes marciales mixtas.

Mi sueño es abrir un gimnasio como el que tenemos nosotros, un gimnasio de MMA/centro de rehabilitación en el que los menores de 25 años o los jóvenes que reciben estas enormes sentencias de prisión, en lugar de ir a la cárcel y prácticamente ir a la escuela del crimen y a una puerta giratoria en un sistema que está roto y que no rehabilita a la gente, puedan ir y tener una oportunidad de entrenar a tiempo completo y tener grandes mentores y gente a su alrededor y ponerlos en el camino para que se rehabiliten. Como tuve la oportunidad de hacer en España.

## Carrera en las artes marciales mixtas

### Carrera temprana
Heinisch comenzó su carrera profesional de MMA en 2015 y luchó bajo varias promociones, a saber, Sparta Combat League, y Legacy Fighting Alliance donde fue el campeón interino de peso medio después de derrotar a Gabriel Checco y fue promovido a campeón de peso medio después de que Anthony Hernández dejara vacante el título en junio de 2018 cuando firmó con la UFC. Acumuló un récord de 10-1 antes de competir en Dana White's Tuesday Night Contender Series. Heinisch estuvo a punto de participar en The Ultimate Fighter: Team Joanna vs. Team Cláudia como peso semipesado, sin embargo, debido a problemas de papeleo por su estancia en España, finalmente no pudo competir.

### Dana White's Tuesday Night Contender Series
Heinisch apareció en el programa de la serie web Tuesday Night Contender Series Dana White's Contender Series 15 el 31 de julio de 2018, enfrentándose a Justin Sumter. Ganó la pelea por nocaut en el primer asalto y fue firmado por UFC.

### Ultimate Fighting Championship
Heinisch debutó en la UFC el 17 de noviembre de 2018 contra Cezar Ferreira, sustituyendo al lesionado Tom Breese en UFC Fight Night: Magny vs. Ponzinibbio. Ganó el combate por decisión unánime.
Su siguiente pelea fue el 18 de mayo de 2019 en UFC Fight Night: dos Anjos vs. Lee contra Antônio Carlos Júnior. Ganó el combate por decisión unánime.
Heinisch se enfrentó a Derek Brunson el 17 de agosto de 2019 en UFC 241. Perdió el combate por decisión unánime.
Se esperaba que Heinisch se enfrentara a Brad Tavares el 26 de octubre de 2019 en UFC Fight Night: Maia vs. Askren. Sin embargo, Heinisch fue retirado del emparejamiento a principios de octubre por razones no reveladas. A su vez, Tavares fue retirado del evento por completo y reprogramado para enfrentarse a Edmen Shahbazyan una semana después en UFC 244.
Heinisch se enfrentó a Omari Akhmedov el 14 de diciembre de 2019 en UFC 245. Perdió el combate por decisión unánime.
El 31 de marzo de 2020, Heinisch reveló que después de luchar fuera de su contrato, Heinisch firmó un nuevo contrato de cuatro peleas con la UFC.
Heinisch tenía previsto enfrentarse a Gerald Meerschaert el 6 de junio de 2020 en UFC 250. Sin embargo, dos días antes de la pelea su esquinero dio positivo por COVID-19. Heinisch fue retirado del combate y sustituido por el recién llegado a la promoción Anthony Ivy. Posteriormente, el esquinero fue sometido a una nueva prueba y se demostró que la prueba inicial era un falso positivo y Heinisch fue reincorporado a la tarjeta. Finalmente, Heinisch se enfrentó a Meerschaert como estaba previsto inicialmente y ganó el combate por TKO en el primer asalto.
Heinisch estaba programado para enfrentarse a Brendan Allen el 27 de junio de 2020 en UFC on ESPN: Poirier vs. Hooker. Sin embargo, Heinisch se retiró del encuentro a mediados de junio alegando una lesión y fue sustituido por el recién llegado a la promoción Kyle Daukaus. El combate entre Heinisch y Allen fue reprogramado nuevamente el 7 de noviembre de 2020 en UFC on ESPN: Santos vs. Teixeira. El día del evento, la UFC anunció que el combate se cancelaba de nuevo debido a que Heinisch dio positivo por COVID-19.
Heinisch estaba programado para enfrentarse a Kelvin Gastelum el 30 de enero de 2021 en UFC Fight Night: Rozenstruik vs. Gane. El 26 de diciembre de 2020, se anunció que el combate se había trasladado a UFC 258 el 13 de febrero de 2021. Heinisch perdió el combate por decisión unánime.
Heinisch se enfrentó a Nassourdine Imavov el 24 de julio de 2021 en UFC on ESPN: Sandhagen vs. Dillashaw. Perdió el combate por nocaut técnico en el segundo asalto.

## Campeonatos y logros
- Legacy Fighting Alliance
  - Campeón de Peso Medio de la LFA (una vez; ex)[10]

## Récord en artes marciales mixtas
| Resultado | Récord | Oponente              | Método                                  | Evento                                 | Fecha                   | Ronda | Tiempo | Localización          | Notas                                                                                                |
| --------- | ------ | --------------------- | --------------------------------------- | -------------------------------------- | ----------------------- | ----- | ------ | --------------------- | --- |
| Derrota   | 14-5   | Nassourdine Imavov    | TKO (rodillazo y puñetazos)             | UFC on ESPN: Sandhagen vs. Dillashaw   | 24 de julio de 2021     | 2     | 3:09   | Las Vegas, Nevada     | |
| Derrota   | 14-4   | Kelvin Gastelum       | Decisión (unánime)                      | UFC 258                                | 13 de febrero de 2021   | 3     | 5:00   | Las Vegas, Nevada     | |
| Victoria  | 14-3   | Gerald Meerschaert    | TKO (puñetazos)                         | UFC 250                                | 6 de junio de 2020      | 1     | 1:14   | Las Vegas, Nevada     | |
| Derrota   | 13-3   | Omari Akhmedov        | Decisión (unánime)                      | UFC 245                                | 14 de diciembre de 2019 | 3     | 5:00   | Las Vegas, Nevada     | |
| Derrota   | 13-2   | Derek Brunson         | Decisión (unánime)                      | UFC 241                                | 17 de agosto de 2019    | 3     | 5:00   | Anaheim, California   | |
| Victoria  | 13-1   | Antônio Carlos Júnior | Decisión (unánime)                      | UFC Fight Night: dos Anjos vs. Lee     | 18 de mayo de 2019      | 3     | 5:00   | Rochester, Nueva York | |
| Victoria  | 12-1   | Cezar Ferreira        | Decisión (unánime)                      | UFC Fight Night: Magny vs. Ponzinibbio | 17 de noviembre de 2018 | 3     | 5:00   | Buenos Aires          | |
| Victoria  | 11-1   | Justin Sumter         | KO (codazos)                            | Dana White's Contender Series 15       | 31 de julio de 2018     | 1     | 3:37   | Las Vegas, Nevada     | |
| Victoria  | 10-1   | Gabriel Checco        | KO (puñetazos)                          | LFA 39                                 | 4 de mayo de 2018       | 1     | 3:44   | Vail, Colorado        | Ganó el Campeonato Interino de Peso Medio de la LFA. Posteriormente ascendió a campeón indiscutible. |
| Victoria  | 9-1    | Daniel Madrid         | KO (puñetazo)                           | LFA 31                                 | 19 de enero de 2018     | 1     | 3:44   | Phoenix, Arizona      | |
| Derrota   | 8-1    | Markus Perez          | Sumisión (estrangulamiento del brazo)   | LFA 22                                 | 8 de septiembre de 2017 | 1     | 2:24   | Broomfield, Colorado  | Por el vacante Campeonato de Peso Medio de la LFA.                                                   |
| Victoria  | 8-0    | Lucas Rota            | Sumisión (bloqueo de brazo con bufanda) | LFA 10                                 | 21 de abril de 2017     | 1     | 2:38   | Pueblo, Colorado      | |
| Victoria  | 7-0    | Hayward Charles       | Decisión (unánime)                      | SCL 53                                 | 15 de octubre de 2016   | 3     | 5:00   | Denver, Colorado      | Defendió el Campeonato de Peso Medio de la SCL.                                                      |
| Victoria  | 6-0    | Jeremy Spelts         | Sumisión (bloqueo de brazo con bufanda) | SCL: AVM 7                             | 23 de abril de 2016     | 1     | 4:34   | Loveland, Colorado    | Defendió el Campeonato de Peso Medio de la SCL.                                                      |
| Victoria  | 5-0    | Tyler Vogel           | Decisión (unánime)                      | WSOF 29                                | 12 de marzo de 2016     | 3     | 5:00   | Greeley, Colorado     | |
| Victoria  | 4-0    | Kris Hocum            | Decisión (unánime)                      | SCL 45                                 | 24 de octubre de 2015   | 3     | 5:00   | Denver, Colorado      | Ganó el Campeonato de Peso Medio de la SCL.                                                          |
| Victoria  | 3-0    | Zack Wells            | Decisión (unánime)                      | SCL 42                                 | 18 de julio de 2015     | 3     | 5:00   | Castle Rock, Colorado | |
| Victoria  | 2-0    | Canaan Grigsby        | Decisión (unánime)                      | SCL: Army vs. Marines 6                | 25 de abril de 2015     | 3     | 5:00   | Loveland, Colorado    | |
| Victoria  | 1-0    | Dante Florez          | TKO (puñetazos)                         | SCL 40                                 | 24 de enero de 2015     | 1     | 3:06   | Denver, Colorado      | |